# Willem Stumpff
Willem Stumpff (Amsterdam, 22 augustus 1826 – aldaar, 16 januari 1912) was een Nederlands musicus, meest bekend als dirigent.
Hij was zoon van fagottist en concertorganisator Jacob Stumpff en Helena Petronella van den Hoff, wonende in de Utrechtsedwarsstraat. Ook grootvader Christian Stumpff en oom Johann Eduard Stumpff waren musici. Willem Stumpff zou het bekendst worden. Zelf was Willem sinds 1849 getrouwd met Elize Stuky, zijn beroep was even later tapper. In 1858 hertrouwde hij als weduwnaar en muziekmeester  met Anna Catharina Margaretha Klinkert. Drie kinderen uit dat laatste huwelijk werden redelijk bekend in Amsterdam. Johann Eduard Stumpff werd directeur-geneeskundige van het Binnengasthuis; zoon Willem werd muziekhandelaar, dochter kunstschilder Johanna Stumpff trouwde met Marius Bauer en werd bekend onder de naam Jo Bauer-Stumpff.
Hij kreeg zijn opleiding in eerste instantie binnen de familie, waarop een opleiding volgde aan de stedelijk muziekschool, een verre voorloper van het Conservatorium van Amsterdam. Hij kreeg er les van Jan George Bertelman. Hij studeerde in 1849 af in de vakken dwarsfluit, piano en compositieleer. Hij zal ongetwijfeld hebben gespeeld in de orkesten van zijn familie, die bedrijf voerde in onder meer Theater Frascati en het orkest van de Franse Opera, want hij was van 1853 tot 1868 onderdirecteur van het Parkorkest van de Parkschouwburg, dat onder bestuurlijke leiding stond van Johan Eduard Stumpff. Toen die in 1868 volslagen blind werd volgde Willem Stumpff hem op. In diezelfde periode had vader Jacob Stumpff pensioenfonds Maatschappij Caecilia opgericht, waarbij Willem aanschoof als vicepresident (1858) en president (1876); hij zou er tot 1909 bij betrokken blijven. In 1859 was hij met Richard Hol, Gustaaf Adolf Heinze, Willem Nicolaï en Hendrik Arnoldus Meijroos betrokken bij de oprichting van de Nederlandsche Toonkunstenaarsvereeniging (NTV); hij werd er penningmeester. Ook was hij tussen 1876 en 1906 betrokken bij Het Nederlands Toneel (directeur-gerant en lid Raad van Toezicht) van Schimmel en Abraham Carel Wertheim. De Parkschouwburg werd rond 1882 verkocht en Willem Stumpff werd leider van een combinatie van twee orkesten (Parkorkest en Paleisorkest) onder de noemer van Amsterdamsche Orkest Vereeniging. Deze combinatie viel weer uit elkaar door de komst van het Concertgebouworkest) in 1888. Willem was er in aanloop vanaf 1884 de eerste administratief directeur van de nog te bouwen concertzaal. Met name zijn uitvoeringen met het Parkorkest in de schouwburg en/of bijbehorend park trokken veel publiek maar ook beroemde solisten aan; het orkest verzorgde veel premières, alhoewel het publiek de concerten nog meestentijds tijdens diners aan tafels bijwoonde.
Op latere leeftijd ging zijn gezondheid dermate achteruit dat hij langdurig door familie verzorgd moest worden; hij verbleef bij dochter Wilhelmina Antonette Stumpff en haar man arts Antoni Kouwernaar in Bennebroek.
Vanwege zijn werkzaamheden was hij benoemd tot ridder in de Orde van Oranje Nassau
- Gemeinsame Normdatei: 1073514692
- International Standard Name Identifier: 0000 0003 9126 3879
- Nederlandse Thesaurus van Auteursnamen: 067626890
- Virtual International Authority File: 285042298
- WorldCat: E39PCjwgCmJy8cpv9Y9jcBdBbm